# Laurisilva de Madeira
La laurisilva de Madeira (en portuguès: Floresta Laurissilva da Ilha da Madeira) és un lloc natural declarat Patrimoni de la Humanitat per la UNESCO l'any 1999.
És considerat com una relíquia molt valuosa, per la seva grandària i qualitat de la laurisilva, un tipus de bosc de llorer molt abundant en èpoques passades i avui pràcticament extingit. Es creu que és en un 90% un bosc primari.
La UNESCO va justificar la inclusió d'aquest lloc dins del patrimoni mundial precisament per ser la resta més gran de laurisilva, en el passat estès per tot Europa i avui pràcticament extingit. A més, aquest tipus de bosc es considera un centre de biodiversitat de plantes i conté nombroses espècies endèmiques, residuals i rares, especialment de briòfits, falgueres i plantes amb flors; cal destacar al respecte la lamiàcia Teucrium abutiloides. També té una fauna invertebrada molt rica, i figura entre les espècies endèmiques de l'illa el colom de Madeira.
La laurisilva de Madeira es troba a l'illa principal de l'arxipèlag (l'illa de Madeira). Abans de la colonització cobria pràcticament tota l'illa. Després va ser cremada pels primers colons i actualment es conserven 15.000 hectàrees de superfície de l'illa, cosa que es correspon amb un 20% de la seva extensió. Es concentra principalment a la costa nord, en altituds compreses entre els 300 i els 1.400 metres. A la costa sud, apareix en zones d'altitud compresa entre els 700 i els 1.600 metres.